# Інуса Давуда
Інуса Давуда — німецький музикант, співак і саунд-продюсер, автор відомих хітів «Rumours (Digi Digi)», «Rub-A-Dub Girl», «Down Down Down», «We Want More», колишній чемпіон з боксу, уродженець Гани.

## Біографія
Інуса народився в Гані, підлітком переїхав з батьками до Німеччини. Більшу частину життя провів у Гамбурзі. Активно займався спортом і на початку 90-х став багаторазовим чемпіоном північної Німеччини з боксу у важкій вазі. Інуса з дитинства захоплювався музикою, грав на саксофоні. Перші успіхи на музичному терені прийшли до нього в середині 90-х. Зібравши команду, що грала улюблені хіти народних мас від Джеймса Брауна до Боба Марлі, Інуса об'їздив всю Німеччину і довколишні країни, але вже через пару років зрозумів, що його покликання — творити, а не переспівувати чужі пісні. Інуса змінює музичну стилістику, бере уроки вокалу і записує свій перший хіт Morning Light, що розійшовся мільйонним тиражем на всесвітньо відомому збірнику Café del Mar і став гімном клубної культури 2006 року.
У період з 2006 по 2010 він записав свої найвідоміші хіти «Rumours (Digi Digi)», «Rub-A-Dub Girl», «Down Down Down», «We Want More».
Інуса не втратив любов до спорту і залишається активним вболівальником. Його трек We Want More [Архівовано 6 жовтня 2016 у Wayback Machine.] став неофіційним гімном чемпіонату світу з футболу в Німеччині, в Гані та в ряді східноєвропейських та середземноморських країн. Після зимових Паралімпійських Ігор 2010 у Ванкувері Інуса зустрівся з російським спортсменом Іреком Заріповим, що завоював рекордну кількість медалей і приніс перемогу російській збірної. Інуса приїхав до спортсмену в його рідне місто Стерлітамак, щоб привітати його з перемогою і присвятив йому виступ з піснею We Want More [Архівовано 6 жовтня 2016 у Wayback Machine.] в честь його дня народження. Інуса так само цікавиться мотоспортом і виступив на відкритті етапу російського чемпіонату з картингу Grand Prix CHINGISKHAN в Татарстані.
Березень 2017 — кліп «Герой Моїх Думок» — українська версія відеокліпу української співачки Юлії Войс та Інуси Давуди (англійська версія називається «No One»).